# Stazione di Modugno Città
La stazione di Modugno Città era una fermata ferroviaria a servizio della città di Modugno che si trovava sulla ferrovia Bari-Taranto.

## Storia
La prima stazione ferroviaria di Modugno sulla linea Bari-Taranto venne costruita lontana dal centro abitato, ad oltre 1 km in direzione di Bitetto. Non sono note le motivazioni che hanno indotto la società ferroviaria a scegliere questo sito per la collocazione della stazione di Modugno, probabilmente a causa della leggera pendenza del terreno in prossimità del centro abitato; pendenza che avrebbe creato difficoltà ai locomotori dell'epoca al momento della ripartenza.
Questa lontananza è stata causa di grandi disagi per gli utenti della stazione: sia per i passeggeri, sia per i commercianti che spesso preferivano trasportare le merci a Bari con mezzi propri piuttosto che usufruire della ferrovia. L'amministrazione più volte, nel corso degli anni, si è espressa per sollecitare la costruzione di una stazione che fosse maggiormente vicina al borgo. Sin dal 1884, ancor prima dell'apertura della linea ferroviaria, l'assessore del comune di Modugno, l'avvocato Francesco Renna, notava i disagi che questa collocazione della stazione avrebbe provocato.
Nel 1902 l'amministrazione comunale riprese le proprie rimostranze nei confronti della Società Italiana per le strade ferrate meridionali che l'anno successivo inviò una commissione incaricata di approfondire la questione della stazione di Modugno. L'ingegnere Antonio Grossi, che capeggiava la commissione tecnica, individuò un nuovo sito per la stazione di Modugno e indicò le strade che avrebbero dovuto consentire l'accesso a questa. Il sindaco di allora, Domenico di Ciaula, dichiarò la propria soddisfazione per questo progetto dando la disponibilità alla modifica delle strade ed a concedere gratuitamente il suolo dove sarebbe sorto lo scalo ferroviario. Il Consiglio Comunale stanziò la cifra di 280.000 Lire, per questo scopo.
Nonostante tutto ciò, il progetto non venne realizzato. Nel corso della seduta del Consiglio comunale del 1º maggio 1908, il sindaco Francesco Pappagallo commentava con ironia la decisione del Governo che rimandava la realizzazione del progetto della nuova stazione di Modugno che recitava “a ciò si sarebbe provveduto nel 1916” affermando: “Il che vuol dire che non si provvederà mai più”. Ebbe ragione: l'avvento del Primo conflitto mondiale fece rapidamente accantonare il progetto.
Col passare del tempo, la ferrovia della linea Bari-Taranto venne utilizzata sempre meno dai cittadini modugnesi che preferivano utilizzare mezzi propri per recarsi a Bari. Questa tendenza venne ancora più accentuata con l'inaugurazione della linea Bari-Matera nel 1915. Col susseguirsi delle amministrazioni comunali, si registrano molteplici interventi presso i gestori delle ferrovie per porre la questione dello spostamento della stazione di Modugno in un luogo più vicino al centro abitato.
Solo negli anni cinquanta del XX secolo la questione si avviò alla conclusione auspicata dalla cittadinanza modugnese. Le Ferrovie dello Stato esaminarono la questione e l'ingegnere modugnese Vito Perrone, della Direzione Generale del Ministero delle comunicazioni, intervenne per fornire al Consiglio di Amministrazione delle Ferrovie le informazioni di natura tecnica e relative al traffico di persone e merci sulla linea ferroviaria che attraversa Modugno. La fermata venne individuata nei pressi del passaggio a livello collocato lungo la via che conduce a Palese, di fronte alla stazione della linea Bari-Matera gestita dalle Ferrovie Calabro Lucane. In un primo momento, venne attivata in maniera sperimentale solo per alcuni treni. Ma, constatato l'immediato incremento di viaggiatori che usufruivano della nuova fermata, si decise di renderla definitiva e di costruire la nuova stazione. Questa stazione, chiamata “Modugno Città”, venne inaugurata nel 1958 e la precedente stazione lontana dal centro abitato, detta di “Modugno Campagna”, venne utilizzata per lo scalo merci o per le coincidenze di treni.
È stata soppressa il 26 luglio 2020, in contemporanea con l'attivazione della variante di tracciato a doppio binario fra la ex stazione di Bari Sant'Andrea e quella di Bitetto, comprendente le nuove fermate di Modugno, posta al di fuori dal centro abitato e Bari Villaggio del Lavoratore.

## Strutture e impianti
Fortemente voluta dal comune di Modugno e aperta nel 1958, la stazione era situata nel quartiere Piscina dei Preti.
La fermata era dotata di un solo binario passante, avente una banchina con un fabbricato viaggiatori.